# 1453

## أحداث
- نهاية حرب المائة عام في 1453 والتي بدأت في 1337.
- أبريل - فتح العثمانيون ثيرابيا وستوديوس تمهيدا لحصار القسطنطينية.
- 2 أبريل-29 مايو - السلطان محمد الفاتح يفتح القسطنطينية.
- 17 يوليو - معركة كاستيلون: الفرنسويون بقيادة جان بورو يهزمون الأنجليز.
- 19 أكتوبر - انتهاء حرب المائة عام بين إنجلترا وفرنسا.

## مواليد
- 1 سبتمبر - جونزالو فرناندز دي قرطبة, قائد وسياسي إسباني.
- 22 نوفمبر - ألفونسو ألباكيركي - بحار برتغالي.

## وفيات
- 29 مايو قسطنطين الحادي عشر - آخر الآباطرة البيزنطيين.